# Декафторид дисеры
Декафторид дисеры — неорганическое соединение с формулой S2F10, бесцветная жидкость, медленно реагирует с холодной водой.

## Получение
- Восстановление водородом пентафторид-хлорид серы (под действием ультрафиолета):

{\displaystyle {\mathsf {2SClF_{5}+H_{2}\ {\xrightarrow {h\nu }}\ S_{2}F_{10}+2HCl}}}

## Физические свойства
Декафторид дисеры — бесцветная жидкость, медленно реагирует с холодной водой.

## Химические свойства
- Разлагается при нагревании до мономера (радикал), а затем диспропорционирует:

{\displaystyle {\mathsf {2S_{2}F_{10}\ {\xrightarrow {70^{o}C}}\ 2(\cdot SF_{5})\ {\xrightarrow {150^{o}C}}\ SF_{4}+SF_{6}}}}
- Реагирует с горячей водой:

{\displaystyle {\mathsf {S_{2}F_{10}+6H_{2}O\ {\xrightarrow {100^{o}C}}\ SO_{2}\uparrow +H_{2}SO_{4}+10HF}}}
- Реагирует с горячими концентрированными щелочами:

{\displaystyle {\mathsf {S_{2}F_{10}+14NaOH\ {\xrightarrow {100^{o}C}}\ Na_{2}SO_{3}+Na_{2}SO_{4}+10NaF+7H_{2}O}}}
- Реагирует с хлором:

{\displaystyle {\mathsf {2S_{2}F_{10}+Cl_{2}\ {\xrightarrow {}}\ 2SClF_{5}}}}

## Токсичность
Декафторид дисеры в 4 раза токсичнее фосгена, поражает слизистые оболочки и дыхательные пути. ПДК = 0,5 мг/м³.